# Heraclia limbomaculata
Heraclia limbomaculata is een vlinder uit de familie uilen (Noctuidae). De wetenschappelijke naam van deze soort is voor het eerst geldig gepubliceerd in 1909 door Strand.
De soort komt voor in tropisch Afrika.